# Никифорово (Каргопольский район)
Никифорово — деревня в Каргопольском районе Архангельской области. Входит в состав У́хотского сельского поселения.

## География
Деревня Никифорово находится юго-западнее устья реки У́хта, впадающей в озера Лача. Через деревню проходит автотрасса Р1. До  Каргополя — 58 км. Севернее деревни находится село У́хта (Песок).

## Население
| 2002 | 2010 | 2012 |
| ---- | ---- | ---- |
| 55   | ↘46  | ↘44  |

### Карты
- Топографическая карта P-37-101,102. Патровская
- Топографическая карта P-37-27_28.
- Никифорово на Wikimapia
- Никифорово. Публичная кадастровая карта Архивная копия от 5 марта 2016 на Wayback Machine